# SETI
SETI (akronym for Search for Extra-Terrestrial Intelligence) er et projekt baseret på organiserede forsøg på at opdage liv i rummet. En række projekter med "SETI" i navnet er blevet udført – inklusiv nogle af det amerikanske rumfartsagentur NASA. Den generelle metode er at afsøge himlen efter radiosignaler med kunstigt skabte matematiske mønstre med radioteleskoper som f.eks. det store Arecibo teleskop i Puerto Rico. Denne metode bliver, i modsætning til mange andre forsøg, der omhandler kontakt med liv fra andre planeter, taget alvorligt af det videnskabelige miljø.
SETI-Projektet benytter en alternativ metode til at behandle de store mængder data en scanning af radiotrafik kræver. Almindelige mennesker kan downloade en pauseskærm der udnytter overskydende regnekraft på deres egen pc til at analysere dataene. Dette underprojekt kaldes SETI@HOME.